# ما موج هستیم (مجموعه تلویزیونی)
ما موج هستیم (آلمانی: Wir sind die Welle) یک مجموعه تلویزیونی درام آلمانی است. داستان سریال در رده داستان بلوغ می‌باشد که برپایه رمان موج (۱۹۸۱) اثر تاد استراسر نوشته شده‌است. این سریال اول نوامبر ۲۰۱۹ در نتفلیکس پخش شد.

## تولید
در تاریخ ۱۸ آوریل ۲۰۱۸، نتفلیکس ساخت این سریال را اعلام کرد. ساخت فصل اول از ۱۱ فوریه ۲۰۱۹ تا ۶ مه ۲۰۱۹ به طول انجامید و در چندین شهر ایالت نوردراین-وستفالن از جمله کلن، هورت، لورکوزن، دورن، اویسکیرشن، نویس، ووپرتال، زولینگن، گلزنکیرشن، رماگن و بن فیلم‌برداری شد.
این سریال توسط رات پک فیلم پروداکشن با همکاری سونی پیکچرز و فرنس پروداکشن ساخته شده‌است. تهیه‌کننده اجرایی مجموعه دنیس گانزل می‌باشد.